# Cantonul Nantes-1
Cantonul Nantes-1 este un canton din arondismentul Nantes, departamentul Loire-Atlantique, regiunea Pays de la Loire, Franța.